# Vuelo 5050 de USAir
El vuelo 5050 de USAir fue un vuelo de pasajeros que se estrelló durante el despegue del Aeropuerto LaGuardia en Queens, Nueva York. Mientras el avión se encontraba despegando de la pista 31 de LaGuardia, el avión se giró hacia la izquierda. Tras oír una fuerte explosión, los pilotos intentaron abortar el despegue, pero no fueron capaces de detener el avión antes de superar la pista. El avión traspasó el final de la pista y se precipitó en la Bahía Bowery. Dos pasajeros murieron y veintiún personas resultaron heridas.

## Aeronave

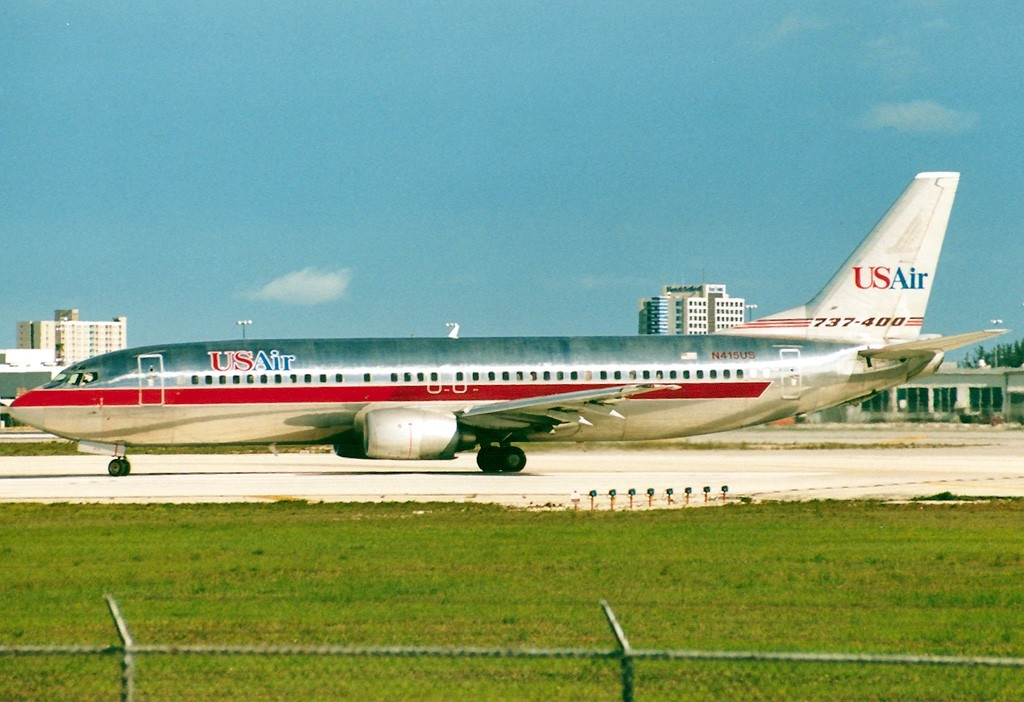
Un 737 similar al avión accidentado de USAir

El 20 de septiembre de 1989, el vuelo 5050 se trataba de un vuelo no regular operado por USAir para reemplazar el vuelo 1846 que había sido cancelado, desde el aeropuerto LaGuardia al Aeropuerto Internacional de Charlotte-Douglas en Carolina del Norte. El vuelo fue operado utilizando un avión a reacción de fuselaje estrecho Boeing 737-400 (con registro N416US).: 6  El avión fue originalmente entregado a Piedmont Airlines el 23 de diciembre de 1988.: 6  En el momento del accidente, el avión había acumulado 2.235 horas de vuelo.: 6 

## Tripulación de vuelo
El capitán del vuelo 5050 fue Michael Martin, de 36 años, quien empezó su carrera como piloto de C-130 para la Fuerza Aérea de los Estados Unidos; Martin continuaba ostentando el rango de Comandante en la Reserva de la fuerza aérea en el momento del accidente.: 5  Martin fue contratado por la filial de USAir, Piedmont Airlines, en 1984 y trabajó como ingeniero de vuelo de Boeing 727 durante un año antes de su transición al Boeing 737.: 5  El entrenamiento de Martin como capitán se vio interrumpida en dos ocasiones, una debida al despliegue de la reserva de la USAF y otra por encontrarse enfermo.: 5  Martin había acumulado un total de 2.625 horas de vuelo en el Boeing 737, incluyendo 140 horas como capitán de Boeing 737-400.: 5 
Constantine Kleissas, 29 años, fue el primer oficial del vuelo 5050, había sido contratado por Piedmont tres meses antes del accidente. El vuelo 5050 fue el primer despegue de Kleissas en un 737 sin la supervisión de un instructor de vuelo.: 49 
Ninguno de los pilotos tenía formación en gestión de recursos de la cabina.: 5–6  El capitán no mencionó los procedimientos de emergencia como el despegue frustrado con el primer oficial antes de la salida, pese a la presencia de condiciones adversas que incluían oscuridad, baja visibilidad y pista mojada.: 49 
El sobrecargo fue Wayne Reed, 34 años. Los otros tripulantes de vuelo fueron Kelly Donovan, 31 años; Susan Harelson, 24 años; y Jolynn Galmish, 23 años.

## Accidente

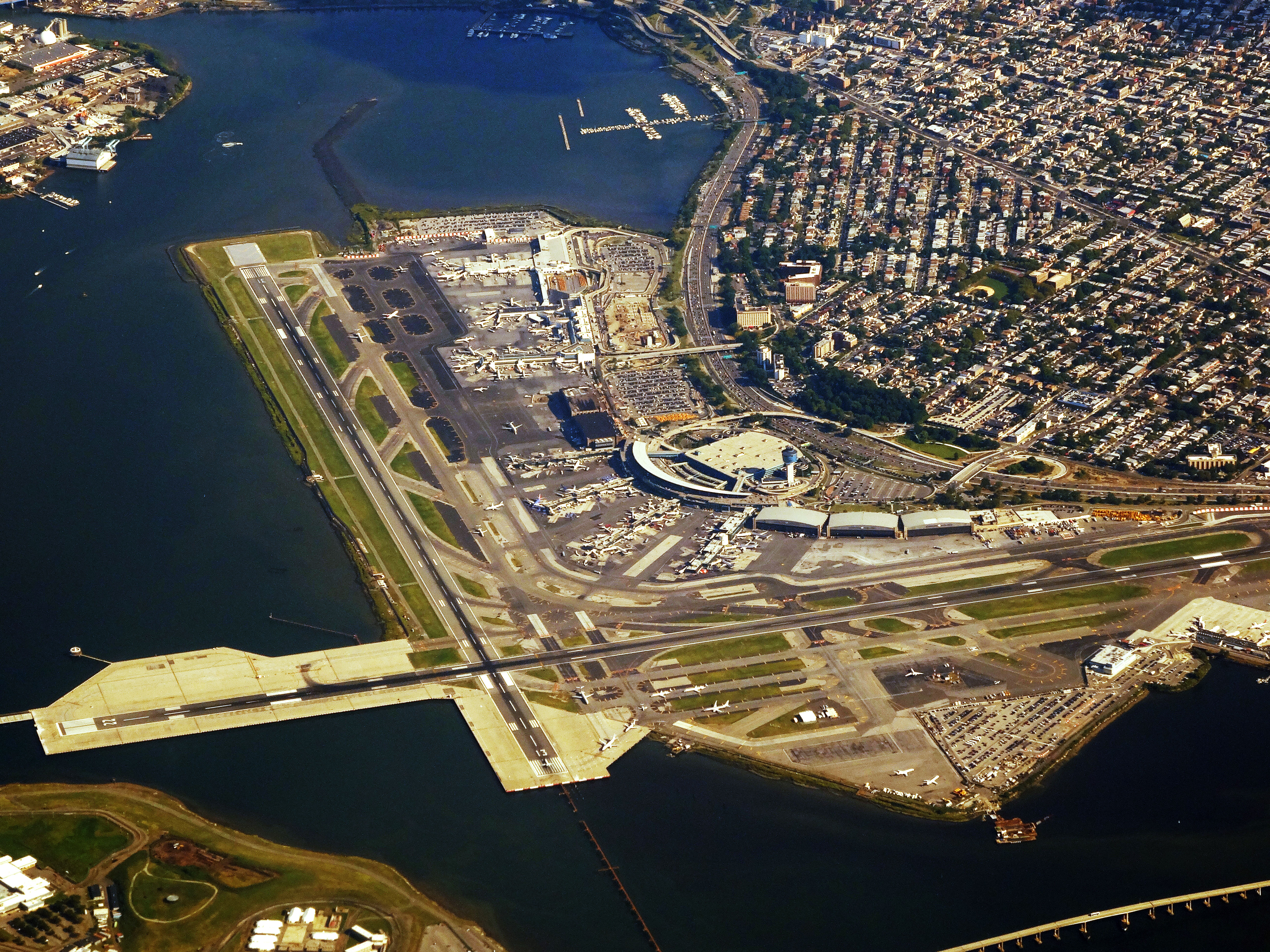
Aeropuerto LaGuardia. El avión superó la pista 31 y se adentró en la bahía Bowery, visible en la parte inferior de la imagen.

El vuelo 5050 fue autorizado a despegar de la pista 31 del aeropuerto LaGuardia, una pista con 7000 pies (2134 m) de largo que termina en un paso elevado que discurre sobre la bahía Bowery.: 7 
Cuando el primer oficial inició la carrera de despegue en la pista 31, el avión comenzó a girarse a la izquierda. El capitán intentó corregir este giro con el uso del tren de morro. Momentos después, oyeron un "bang" y a continuación un fuerte chirrido.: 1  La explosión pudo deberse a la pérdida del neumático del tren delantero, después de haber sido dañado por el uso inapropiado del giro del tren de morro por parte del capitán.: 47  El capitán tomó entonces el control y abortó el despegue, pero fue incapaz de detener el avión antes de salirse de la pista hasta acabar detenido en la bahía Bowery.: 1 
El avión colisionó con un puntal de madera perteneciente a la iluminación de aproximación del aeropuerto cuando traspasó la zona de salida de pista antes de detenerse. El fuselaje se rompió en tres secciones, con la sección delantera descansando en parte del puntal elevado de iluminación y la parte trasera parcialmente sumergida. Todas las fracturas del fuselaje se debieron a la sobrecarga del metal.: 13 

### Evacuación
Todas las salidas, excepto la puerta 1L y la puerta 2L fueron utilizadas para la evacuación. El sobrecargo Wayne Reed no pudo abrir la puerta 1L. La tripulante de cabina de pasajeros Susan Harelson desplegó el tobogán de la pista 1R; el tobogán de la puerta 2R fue desarmada antes de que la puerta fuese abierta ya que la tripulante de cabina de pasajeros Jolynn Galmish creía que el tobogan podía salir de frente y bloquear la salida. La puerta 2L fue abierta y posteriormente cerrada por Kelly Donovan cuando el agua entró en la cabina. Las cuatro salidas de emergencia sobre las alas fueron usadas para la evacuación de manera satisfactoria.
«Cerca de 20 pasajeros se encontraban en el ala izquierda, que estaba fuera del agua. Algunos superaron la línea de seguridad de la parte superior y acabaron sobre las partes móviles del ala. Estos 20 pasajeros, incluyendo una mujer con un niños de cinco años y un bebé de ocho meses, permanecieron dentro de las líneas del ala esperando a ser rescatados. La línea de evacuación del ala derecha no era visible al estar sumergida cosa que desconocían muchos pasajeros teniendo que ser ayudados a evacuar el avión permaneciendo sobre el ala. La parte anterior del ala derecha no estaba sumergida por lo que los pasajeros pudieron permanecer en esa zona para poder permanecer fuera del agua».
Los últimos pasajeros, que se encontraban atrapados en los asientos 21F y 22A, fueron excarcelados unos 90 minutos después de producirse el accidente.
Dos de los cincuenta y siete pasajeros fallecieron (Betsy Brogan y su suegra, Ayles Brogan, mujer y madre de un empleado de USAir). Las Brogan tuvieron la mala suerte de elegir los asientos ubicados en el punto exacto en que se separó la sección de cola del resto del avión. Otros quince pasajeros resultaron heridos, uno de ellos de gravedad.

## Análisis del accidente
La NTSB encontró numerosos «problemas de coordinación entre la tripulación» durante su investigación, que habían tenido lugar antes del vuelo 5050:
- El fallo del capitán al no proporcionar un resumen de actuaciones o un resumen de procedimientos de emergencia, antes del despegue de BWI y LGA o durante las nueve horas previas que había compartido la misma tripulación antes del accidente.
- La decisión del capitán de realizar el despegue en LaGuardia con los frenos automáticos desconectados, en una pista corta y húmeda, contraria a las recomendaciones de la compañía y el fabricante.
- El fallo de la tripulación al no detectar la incorrecta colocación del corrector de guiñada como respuesta a las listas de comprobaciones.
- El fallo de la tripulación en detectar la configuración incorrecta de guiñada teniendo en cuenta el desplazamiento de pedal que tuvieron que hacer constantemente, habiéndose registrado también durante el rodaje y espera previo al despegue.
- El fallo de no esperar en la calle GOLF GOLF durante el rodaje como había indicado el ATC (este error, una violación de reglamento, no tuvo ningún efecto en la secuencia del accidente).
- El fallo del primer oficial al no pulsar el botón correcto para conectar el empuje automático al comienzo de la carrera de despegue. El movió a continuación las palancas de empuje hacia delante; el resultado fue un retraso y una menor potencia en el motor izquierdo alargando la superficie recorrida en tierra y que acrecentó el problema de control direccional.
- El fallo del capitán, durante la carrera de despegue, en tomar el control del avión y transferir el control de nuevo al primer oficial de una manera clara y profesional, dando como resultado una confusión sobre quién estaba a los mandos. Debido a la pobre comunicación entre los pilotos, ambos intentaron «mantener el control inicial de dirección y ninguno podría mantener el control total hasta después del despegue, provocando problemas en el control direccional».
- El fallo del capitán en hacer las llamadas de velocidad y en no consultar la velocidad antes de iniciar un despegue abortado. La velocidad V1 en el ordenador era de 125 nudos y las acciones por parte del capitán para abortar el despegue se iniciaron a 130 nudos.
- El fallo del capitán al no anunciar la decisión de abortar el despegue en terminología estándar, dando como resultado una confusión en el primer oficial sobre la acción que estaba teniendo lugar.
- El fallo del capitán al no efectuar el procedimiento de interrupción de despegue de una manera rápida y agresiva. Tras iniciarse el RTO, el capitán utilizó los frenos diferenciales para controlar el avión. Esto retrasó el frenado efectivo hasta 5,5 segundos después de haberse iniciado el abortado de despegue. El frenado durante el RTO fue menor de lo que los frenos eran capaces de alcanzar en una pista húmeda; el frenado a máxima capacidad hubiera sido capaz de mantener el avión en la pista.[1]

### Problemas con el corrector de guiñada
El análisis del grabador de datos de vuelo (DFDR) reveló que el corrector de guiñada había sido movido hasta el límite izquierdo, mientras el avión estaba estacionado en plataforma. Dado que la energía al DFDR estaba desconectada, mientras estaba estacionado en plataforma, la NTSB no pudo descubrir que causó el movimiento del corrector de guiñada hasta este límite extremo. Se especuló si alguien podía estar sentado en el transportín (que está ubicado directamente detrás del pedestal de controles) habiendo colocado su pie sobre él y haber desplazado el controlador de guiñada de manera involuntaria. Este controlador solía tener una parte plana y estrecha que sobresalía de él. Tras este accidente, todos los 737 fueron reformados y dotados de un controlador de guiñada circular– y en una posición más adelantada en la sección frontal del pedestal en un esfuerzo para evitar una situación similar. Este error del control pudo haber sido descubierto cuando se realizó la lectura de la lista de comprobación antes del despegue, pero los pilotos no se aseguraron de que el control estuviese en la posición cero (neutral) en ese momento. El capitán también fracasó en detectar que los pedales de guiñada no estaban desplazados del mismo modo con un desplazamiento de 4,25 pulgadas y la rueda de morro estaba desplazada 4 grados a la izquierda, durante el rodaje desde la puerta de embarque hasta la posición de despegue en la pista.

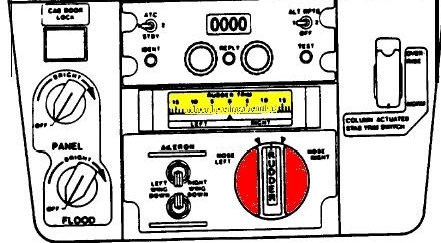
Control del ajuste de guiñada (en rojo) e indicador de la posición de guiñada (en amarillo), en la parte trasera de la consola central, entre los asientos de los pilotos del B737-400. La aguja indicadora de posición está en el centro del medidor -la posición requerida- que es como tendría que estar cuando los pilotos terminaron de ejecutar sus listas de verificación previa al arranque y al despegue.

Cuando el control de guiñada está configurada a cero grados, como se requiere para el despegue, los pedales del timón se encontraban de tal modo que las piernas del capitán estarían extendidas en la misma medida, para cada pedal, y el viraje del tren de morro del avión no haría que virase hacia la izquierda, durante las operaciones de rodaje.
La NTSB no pudo entender porque el capitán fracasó en detectar la mala configuración de guiñada (evidenciado por el desplazamiento anormal de los pedales del timón y la tendencia del avión a girar hacia la izquierda), durante el periodo que el avión estuvo rodando hasta la posición de despegue.

Las cuestiones de seguridad investigadas en el informe son el diseño y la ubicación del control de guiñada del Boeing 737-400, la coordinación de la tripulación de vuelo y las comunicaciones durante el despegue, la relación entre los tripulantes, y la supervivencia al accidente. Las recomendaciones de seguridad se enfocaron a la Administración Federal de Aviación y a la autoridad portuaria de Nueva York y Nueva Jersey."

## Pruebas de alcohol y drogas a los pilotos
ALPA (la Asociación de pilotos de Línea aérea), que era la unión de trabajadores que representaba a los dos pilotos del vuelo 5050, protegió a los pilotos y se negó a descifrar su ubicación hasta que se descartase la utilidad de ninguna prueba de alcohol y drogas. Esto hizo que los investigadores de la NTSB se mostrasen disgustados por una situación tan exagerada e inusual por lo que fue recogido en el informe oficial del accidente:

La Administración de Seguridad está extremadamente consternada de que ningún investigador federal pudiese hablar con los pilotos del vuelo 5050 hasta unas 40 horas después del accidente. Se realizaron peticiones específicas a USAir y ALPA para entrevistar a los pilotos y obtener una muestra de tóxicos a las diez horas y a las veinte horas de ocurrido el accidente. Los representantes de USAir afirmaron que desconocían el paradero de los pilotos. Los representantes de la Asociación de Pilotos de Línea Aérea inicialmente sostuvieron que no conocían la ubicación de los pilotos, aunque más tarde afirmaron que se encontraban en un lugar ocultos de los medios. Esto complicó la investigación en un alto grado. La ocultación de los pilotos durante un periodo de tiempo tan largo en muchos aspectos suponen una interferencia de tiempo inadmisible en una investigación federal.

La FAA estaba preparando un procedimiento para obligar a los pilotos a presentarse por sí mismos a los investigadores de accidentes del NTSB, cuando los pilotos finalmente se rindieron y se presentaron, unas 44 horas después del accidente. La FA estaba procesando una suspensión inmediata de sus licencias por negarse a presentarse a los investigadores inmediatamente después del accidente. Un miembro de la FAA dijo que los pilotos tenían derecho a defensa legal, pero es imperativo hablar con la FAA inmediatamente después de un accidente.
Se solicitó a los pilotos que aportasen muestras de sangre y orina. Siguiendo el consejo del abogado de ALPA, se negaron a proporcionar ninguna muestra de sangre, pero si aportaron muestras de orina. Los miembros de ALPA rechazaron contestar a las preguntas formuladas por los medios. Los miembros de la ley locales intentaron corroborar los rumores de que el primer oficial había contado a la policía de la Autoridad Portuaria tras el accidente, que el capitán se había estado "meciendo y actuando de forma irracional justo antes del despegue." Sin embargo, no fue posible encontrar testigos que corroborasen el rumor.
La FAA procedió a la retirada de sus licencias, poco después de haber aparecido.

## Causa probable de la NTSB
La Oficina Nacional para la Seguridad en el Transporte determinó que la causa probable del accidente fue el fallo del capitán para imponer su autoridad para abortar el despegue o tomar suficiente control para continuar el despegue, que comenzó por la configuración de una guiñada incorrecta. También resaltaron la incapacidad del capitán para detectar el error de guiñada antes del intento de despegue.